# 潜宙艦
潜宙艦（せんちゅうかん）は、宇宙空間を舞台とする諸作品に登場する架空の艦艇。

## 概要
自艦を敵から隠蔽する特殊能力の高いことを特徴とする宇宙船の名称。海洋で使用される潜水艦の特徴を宇宙空間に移したものであり、運用に関しても同様であるが、戦闘能力そのものは通常艦艇に及ばないという弱点もまた同様である。現実においてステルス技術が普及するのに伴い、通常の艦艇や機動兵器にステルス性機能が標準装備されているという設定作品も増え、定義として曖昧になりつつある。
隠蔽方法は、おおむね以下のように大別できる。
- ステルス艦

光学迷彩及びレーダー等のセンサー類を電子的な欺瞞により隠蔽する艦艇。
- 亜空間潜行艦艇

三次元宇宙空間以外の時空間（作品により亜空間、異次元空間等と呼称される）に潜行が可能な艦艇。
「潜宙艦」という用語は、TVアニメ『宇宙戦艦ヤマト2』第7話に登場する艦艇の名称として使われたのが最初であり、他の作品にも機能的に類似する艦艇は登場するが、ステルス艦や航宙可潜艦など多数の名称が存在し、用語自体が用いられているものは少ない。『Star Blazers 2（『ヤマト2』の英語版）』では潜宙艦は Space Submarine と訳されているが、一般的に使われるSF用語にはなっていない。なおSubmarineという言葉は「海の下」という意味であり、字義的に矛盾している。

## 潜宙艦が登場する主な作品

### 宇宙戦艦ヤマトシリーズ
主役であるヤマトが戦艦なので、その天敵として敵役で登場する傾向がある。
- さらば宇宙戦艦ヤマト 愛の戦士たち
  - 潜空艦と呼ばれている。涙滴型であり、艦首には複眼状の開口部を持つ。次元潜航艇と異なり、同次元に存在し、黒色の迷彩塗装で、光・電磁波工学的に、姿を隠しているだけである。ステルス性を持ち、地球艦隊側のコスモレーダーでは探知できない。地球艦隊側は攻撃されるまで潜空艦の存在に気づかなかったが、同時に、潜空艦側は攻撃すると自身の存在を暴露してしまうという、最大の弱点・欠点を持つ。ひとたび、敵に発見されれば必死であり、そのため、奇襲による初撃によって、いかに敵に大ダメージを与えるかが勝敗の鍵となる。劇中ではバルゼー艦隊の前衛として地球艦隊の進撃を待ち受け、奇襲攻撃により地球艦隊の漸減を図ったが、反撃に遭い壊滅した。
- 宇宙戦艦ヤマト2
  - 潜宙艦（スペースサブ）。デザインは上記の潜空艦と変わらず。作画のせいか、やや寸胴な形状になっている。
    - 『宇宙戦艦ヤマト2』放映と同時期に発売されたバンダイのプラモデルの類似品として、ナカムラ製プラモデル（もともとは普通の潜水艦）にも使用されている。
- 宇宙戦艦ヤマトIII
  - 次元潜航艇（ガルマン・ガミラス帝国）別名ガルマンウルフ。次元断層の設定により、亜空間に『潜航』する機能を持ち、潜望鏡や『水中』からの雷撃、緊急浮上など現実の潜水艦に近い描写を可能とした。船体は第二次大戦期の潜水艦（Uボート）をモデルにしている。
- YAMATO2520
  - 潜宙艦（セイレーン連邦）。次元潜航艇同様、異空間に潜航することが可能。魚雷は、通常空間に出た後、再度異空間への潜航させることが可能である。
  - ブルーノア（地球連邦）。設定のみで、劇中では潜航することはない。
- 宇宙戦艦ヤマト 復活篇
  - 潜宙艦（SUS）。上記の次元潜航艇が、潜航したままの空間跳躍が不可能なのに対し、こちらは次元を意のままに利用して移動し、一瞬で異なる位置・方向への『浮上』が可能という設定を持つ。潜航した状態のまま攻撃はしない。
- 宇宙戦艦ヤマト2199
  - 次元潜航艦 UX-01（大ガミラス帝星）。上述の次元潜航艇をリメイクした艦艇のため、基本的な設定は同一。ただし、次元潜航艇が自力で亜空間を発生させるのに対し、こちらは元から存在する次元空洞へ回廊を発生させ潜航する設定になっている。

### その他のアニメ作品
- キディ・グレイド
  - スヴァルト
  - シースクェア
- スターシップ・オペレーターズ
  - 潜行艦
- 無限のリヴァイアス
  - 外洋型航宙可潜艦
    - 高密度のプラズマの海に潜航できる艦艇

### その他の作品
- スタートレック

- 星間興亡史（羅門祐人）
  - マルドゥク型戦略型潜宙艦
    - 戦略型原潜のような性格の艦。設定では「攻撃型潜宙艦」も存在するが未登場
- New Space Order（ニュースペースオーダー）
  - 潜宙艦
- 宇宙一の無責任男
  - 潜宙艦「伊―８００」
  - 潜宙艦「グラスキャット級」
- Mass Effect
- スターフォックス アサルト
  - 潜宙艦
    - アンドリュー・オイッコニー率いるアンドルフ残党軍が保有していた艦艇。ステルス艦に近い性格だが、攻撃する際に自身の存在を暴露してしまう欠点がある。